# Marie-Noëlle Lienemann

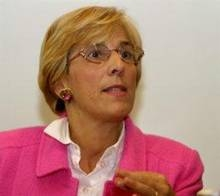
Marie-Noëlle Lienemann

Marie-Noëlle Lienemann (* 12. Juli 1951 in Belfort) ist eine französische Politikerin der Parti socialiste.

## Leben
Lienemann studierte Physik und Chemie an der École normale supérieure de Cachan.
Vom 18. März 1989 bis zum 11. März 2001 war sie als Nachfolgerin von René L’Helguen Bürgermeisterin von Athis-Mons, einer Mittelstadt im Süden von Paris. Vom 12. Juni 1988 bis zum 1. April 1992 saß sie als Abgeordnete in der Nationalversammlung. Vom 2. April 1992 bis zum 29. März 1993 war sie als Nachfolgerin von Jean-Michel Baylet Ministerin für Wohnungs- und Städtebau in der Regierung von Pierre Bérégovoy. Vom 27. März 2001 bis zum 6. Mai 2002 war Lienemann Staatssekretärin im Ministerium für Wohnungs- und Städtebau.
Von 1984 bis 1988, von 1997 bis 2001 sowie von 2004 bis 2009 war Lienemann als Abgeordnete im Europaparlament für die sozialdemokratische Parti socialiste tätig. Vom 20. Juli 1999 bis 27. März 2001 war sie Vizepräsidentin des Europäischen Parlamentes.
2018 hat sie die Parti socialiste verlassen und gründete zusammen mit anderen „PS-Dissidenten“ die Gauche républicaine et socialiste (GRS), die Jean-Luc Mélenchon unterstützt.